# Peste des petits ruminants
Espèce
La peste des petits ruminants est une maladie virale touchant principalement les chèvres et moutons.
Elle est causée par Morbillivirus caprinae, le virus de la peste des petits ruminants du groupe des Morbillivirus, genre de Mononegavirales.
La maladie est enzootique en Afrique de l'Ouest, où elle est connue depuis longtemps sous le nom de « Kata ». Toutefois la présence d'anticorps montre une répartition plus large, qui atteint toute l'Afrique intertropicale, le Moyen-Orient et jusqu'en Inde.

## Histoire
La peste des petits ruminants a été signalée pour la première fois en Côte d’Ivoire en 1942, où elle a été appelée Kata (catarrhe en pidgin).
Un foyer apparu dans un parc zoologique aux Émirats arabes unis en 1987 a atteint les gazelles, les bouquetins et des oryx (Oryx gazella), premier foyer ayant atteint des espèces autres que les ovins et les caprins.
En 2007, la Chine a signalé pour la première fois la présence de la peste des petits ruminants sur son territoire.
En 2008, un foyer apparu au Maroc a été la première incursion de la maladie en Afrique du Nord. Le 2 août 2012, un foyer a été signalé en Tunisie, précisément à Sidi Bouzid.

## Étiologie
Le virus de la peste des petits ruminants appartient au genre Morbillivirus, la famille des Paramyxoviridae.
Ce virus appartient à la même famille que le virus de la peste bovine, le virus de la rougeole, virus de la maladie de Carré. Le virus de la peste bovine induit une immunité croisée envers le virus de la peste des petits ruminants. Cependant le virus de la PPR est plus apparenté phylogeniquement avec le virus de la rougeole.

## Épidémiologie

### Distribution géographique
La maladie est présente dans une bande qui s’étend en Afrique entre l’équateur et le Sahara, à travers la péninsule arabe, le Moyen-Orient, l’Asie du Sud-Ouest et l’Inde. La peste des petits ruminants a été signalée pour la première fois en Chine en 2007. Elle a gagné l’Afrique du Nord et a atteint le Maroc pour la première fois en 2008, avant d'atteindre la Grèce, la Roumanie, la Bulgarie puis la Hongrie en 2024.

### Prévalence
Les taux de morbidité et de mortalité sont très élevés dans les zones touchées.

### Transmission
La transmission du virus se fait par contact direct. Le virus est excrété dans les sécrétions conjonctivales dès le premier jour de l’hyperthermie. 
Les animaux infectés excrètent le virus par les larmes, les sécrétions nasales, les expectorations et les matières fécales. La maladie se propage donc par contact étroit entre animaux, notamment par inhalation de fines gouttelettes libérées dans l’air par la toux et les éternuements des animaux infectés. L’eau, les auges et les litières peuvent également être contaminées par des sécrétions et devenir des sources d’infection additionnelles. Néanmoins, le virus ne survit pas longtemps à l’extérieur de l’organisme d’un animal hôte. Comme le virus est excrété par les animaux avant qu’ils ne présentent les signes de la maladie, il peut se propager lors du déplacement d’animaux infectés. 

### Surveillance
L'organisation mondiale de la santé animale et la FAO ont placé la peste des petits ruminants sous surveillance et ont élaboré un programme dont le but est l'éradication totale de la maladie d'ici à l'année 2030.
C'est l'une des maladies prioritaires suivies par le réseau VETLAB (Réseau de laboratoires diagnostiques vétérinaires)
Quand la maladie apparaît dans une zone antérieurement indemne, les mesures classiques de contrôle, à savoir la mise en quarantaine, le contrôle des déplacements, l’abattage sanitaire, ainsi que le nettoyage et la désinfection, sont appliquées. Le virus est sensible à la plupart des désinfectants.

### Santé publique
L’être humain n’est pas atteint par le virus de la peste des petits ruminants.

## Signes cliniques

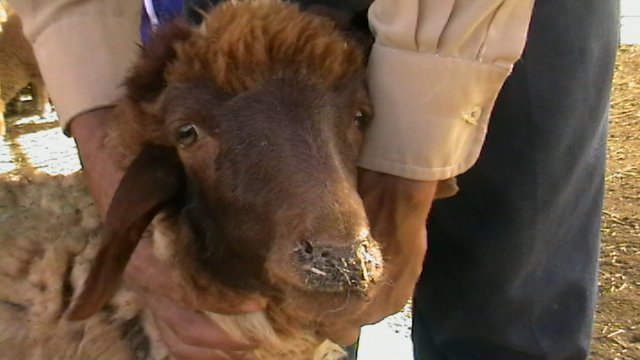
Écoulement mucopurulent

Ils sont proches de ceux de la peste bovine.

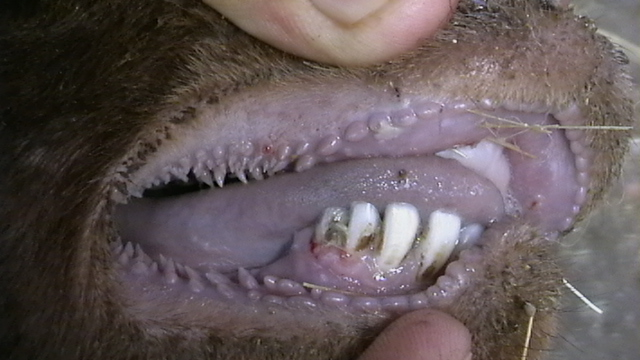
Ulcères gingivaux à la base des dents

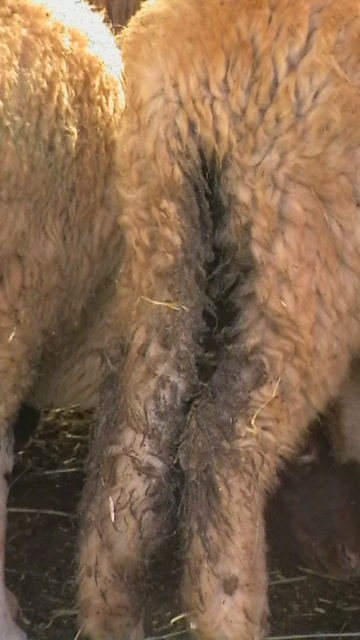
Arrière-train souillé par une diarrhée collante.

Comme la peste bovine chez les bovins, on observe, après une période d’incubation de 3 à 6 jours, l’apparition d’une fièvre  subite, un abattement sévère, une perte d’appétit et une sécrétion nasale claire. Puis, l’écoulement nasal devient épais et jaune et si profus parfois qu’il forme une croûte qui obture les naseaux et provoque une détresse respiratoire. Les yeux peuvent aussi s’infecter et l’écoulement coller les paupières. On peut également observer un gonflement des tissus de la bouche et des ulcérations peuvent se constituer au niveau de la gencive inférieure, du bourrelet gingival, du palais, des joues et de la langue. Chez certains animaux survient une diarrhée sévère qui entraîne déshydratation et perte de poids. L’apparition d’une pneumonie est fréquente aux stades plus avancés de la maladie. Les animaux en gestation peuvent avorter. Le pronostic de la peste des petits ruminants est mauvais. La mort peut survenir dans les cinq à dix jours suivant l’apparition de la fièvre.
Les jeunes animaux sont les plus sévèrement atteints et les caprins sont plus touchés que les ovins. Dans la forme la plus grave (suraiguë), les animaux sont trouvés morts. Toutefois, la maladie peut être bénigne ou inapparente et circuler dans un pays en ayant un impact faible ou nul en termes de cas jusqu’à ce que soient exposés des caprins sensibles.

## Diagnostic
La maladie peut être suspectée face à l’apparition d’une fièvre brutale, de sécrétions nasales, et d’une diarrhée chez les ovins et les caprins, les bovins n’étant pas affectés. Étant donné que la maladie peut ressembler à un grand nombre de maladies fréquentes, notamment la fièvre aphteuse, la fièvre catarrhale du mouton ou la peste bovine, la confirmation biologique est importante. L’identification du virus et les tests sérologiques sont effectués conformément aux principes énoncés dans le Manuel des tests de diagnostic et des vaccins pour les animaux terrestres.

## Prise en charge
Il n’existe pas de traitement curatif, mais un traitement d’appoint peut réduire la mortalité.

## Prévention
Lorsque la maladie est bien établie sur un territoire, un vaccin conférant une bonne immunité doit être utilisé. Étant donné que le virus de la peste des petits ruminants est étroitement apparenté à celui de la peste bovine, ce dernier avait été utilisé comme vaccin mais il n’est plus employé en raison des stratégies actuelles en faveur de l’éradication de la peste bovine partout dans le monde.

## Impact
La maladie cause des pertes estimées entre 1,45 et 2,1 milliards de dollars par an.
Elle a des répercussions particulièrement importantes sur les familles et les communautés touchées, dans des régions où les petits ruminants constituent un important moyen de subsistance.